# Dick Howard
Richard Wayne "Dick" Howard, född 22 augusti 1935 i Oklahoma City, död 9 november 1967 i Hollywood, var en amerikansk friidrottare.
Howard blev olympisk bronsmedaljör på 400 meter häck vid sommarspelen 1960 i Rom.